# Purino Party
『Purino Party』は、フロントウイングが2016年6月23日に発売したアダルトゲームである。

## システム
本作は、『ピュアガール』と『イノセントガール』のヒロインたちとの恋愛を描いたマッチ3ゲームである。
マッチ3パートは、決められた手数の中で条件を満たしてクリアする内容となっており、失敗したときは難易度を下げて再挑戦することが出来る。
プレイヤーはピースは縦横斜め自由に動かし、かき混ぜることで大連鎖を誘発させることができる。本作のマッチ3パートにおいてはお助けアイテムは存在しないものの、ハートのピースは次回の手番でのスコアを2倍にすることができる。
マッチ3パートをクリアするとアドベンチャーゲームパートに移行する。アドベンチャーゲームパートでの選択肢は、ストーリーの展開に影響を与えることはないものの、選択肢によってはパズルパートでの難易度が下がるものもある。
アドベンチャーパートが終わると、CGが表示される。このCGは、各ヒロインの初出である作品から比較的過激でないCGを流用したもので、ご褒美という位置づけであり、物語との関連性はない。
公式ウェブサイトでは性表現を解禁するパッチが配布されている。
前半は「ドリームハウス」を舞台とし、『ピュアガール』のヒロイン4人が攻略対象となっている一方、後半では舞台が「ドリーム荘」に移り、『イノセントガール』のヒロイン4人が攻略対象となる。

## あらすじ

### プロローグ
世界中を旅してきた主人公は、「パズルゲームがうまい者がモテる街」にたどり着く。
彼は、その街で「ドリームハウス」を管理する花鶏塚 圭という少女の頼みを受け、少女たちにモテるべくパズルゲームをするのであった。

## 登場人物

### メインヒロイン
久千房 夜霧(くちふさ よぎり)
声 - 桃井いちご
星月 そら(ほしづき そら)
声 - 桃也みなみ
京 都(かなどめ みやこ)
声 - ヒマリ
そらの親友。そらとは対照的に内気な性格をしている。
芽上 鈴(めかみ すず)
声 - 御苑生メイ
花鶏塚 圭(あとりづか けい)
声 - かわしまりの
変態達のための楽園「ドリームハウス」の管理人。

### 『イノセントガール』を初出とする登場人物
綾代 かがり（あやしろ かがり）
声 - 桃井いちご
プロの芸術家。
七海 雛子（ななみ ひなこ）
声 - 小倉結衣
歌手志望の少女
御堂 このか（みどう このか）
声 - ヒマリ
立体造形を勉強中だが、芸術のセンスが欠けている少女。
逢坂 鼎（おうさか かなえ）
声 - 御苑生メイ
セミプロの官能小説家。

## 主題歌
「One-Chance!!」
作詞 - KOTOKO / 作曲・編曲 - 藤田淳平（Elements Garden） / 歌 - KOTOKO・佐藤ひろ美
「Art as ♥」
作詞：KOTOKO / 作曲：藤田淳平 (Elements Garden) / 歌：KOTOKO
エンディングテーマ「Everlasting Memories」
作詞：桑島由一 / 作編曲：ARM (IOSYS) / 歌：Ayumi.(Astilbe×arendsii)

## 評価
Game*SparkのArkbladeは本作が非常に小規模な作品だとした上で、有名商業メーカーからの新作美少女ゲームがSteamに登場した点においてはある種の転換点を思わせると述べている。
Hardcore GamerのMarcus Estradaは、前年にHuniePotから発売された『HuniePop』との類似性を指摘している。